# Celadont

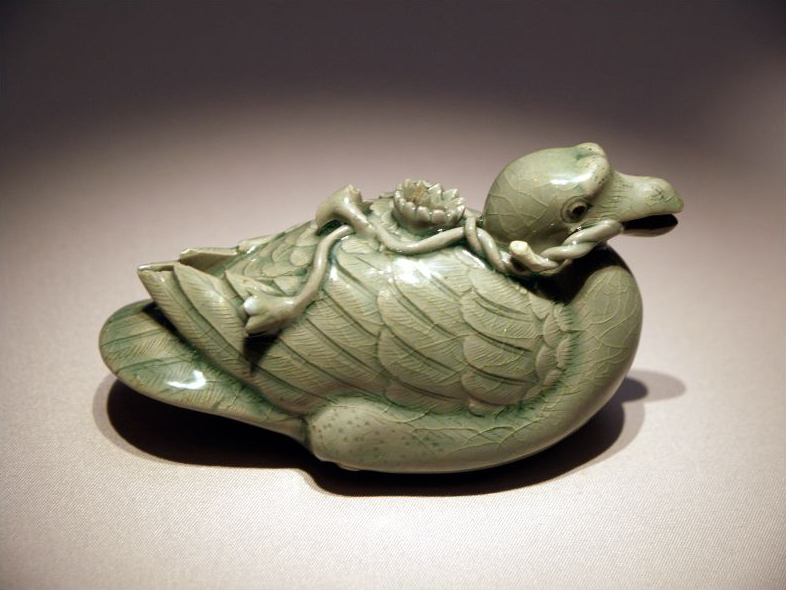
Figura de celadont en forma d'ànec, Museu Nacional de Corea.

El celadontfa referència tant a un color com a un tipus de ceràmica únic a la Xina (en xinès: qingci青瓷, literalment "porcellana verda") i a l'Extrem Orient.
Les ceràmiques de celadont de Corea, del període Goryeo (918-1392), utilitzen aquest esmalt translúcid verd o blau-gris. No obstant això, els celadonts primitius es troben a la Xina, on el procés es va inventar a la regió de Yue, a la conca de Iang-Tsé. El celadont és especialment apreciat a Àsia, perquè permet obtenir el color del jade, la pedra sagrada.

## Origen del mot

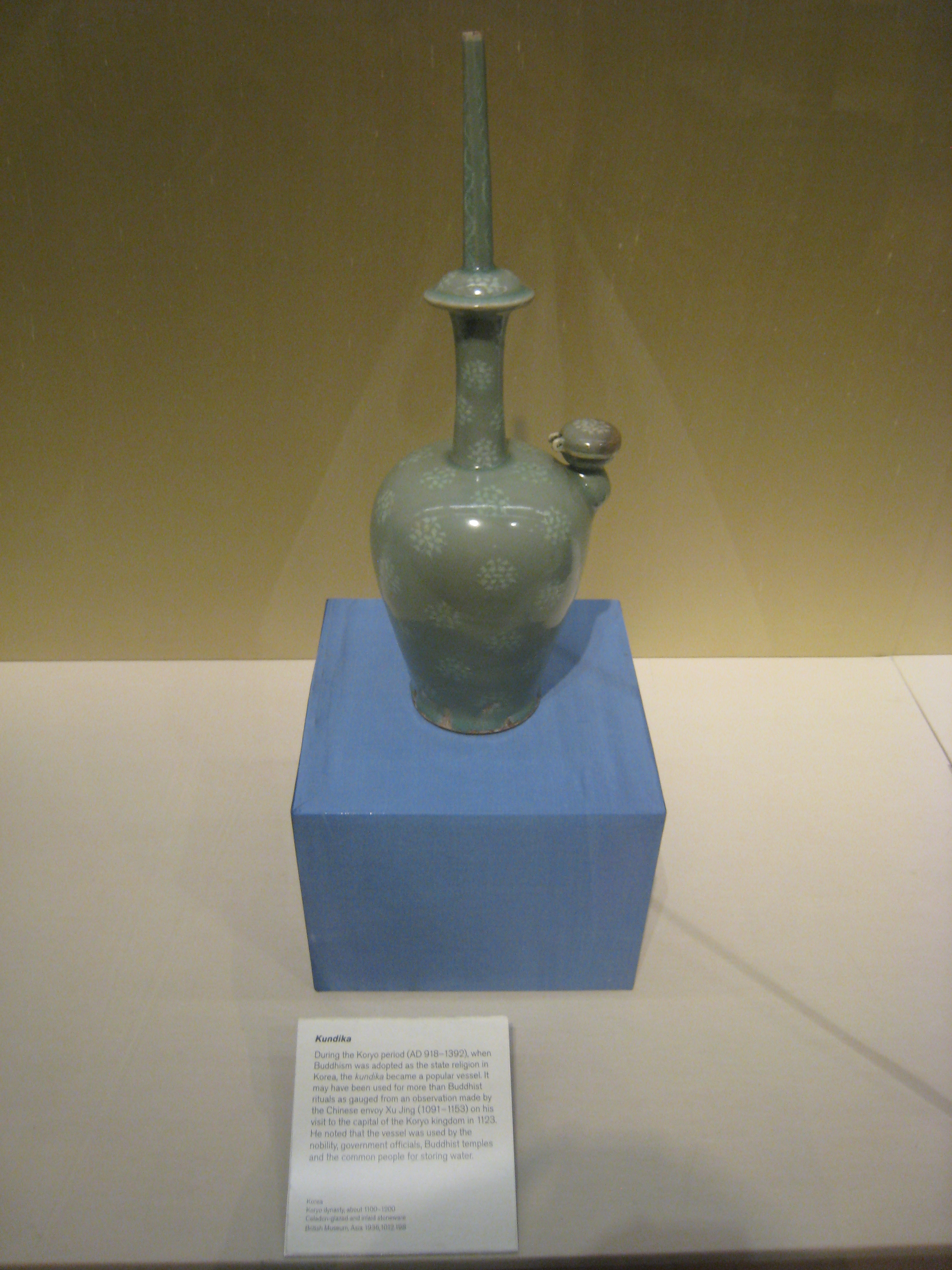
Un kundika (got ritual budista) de celadont del període Goryeo (Corea). Fotografia presa al Museu Britànic.

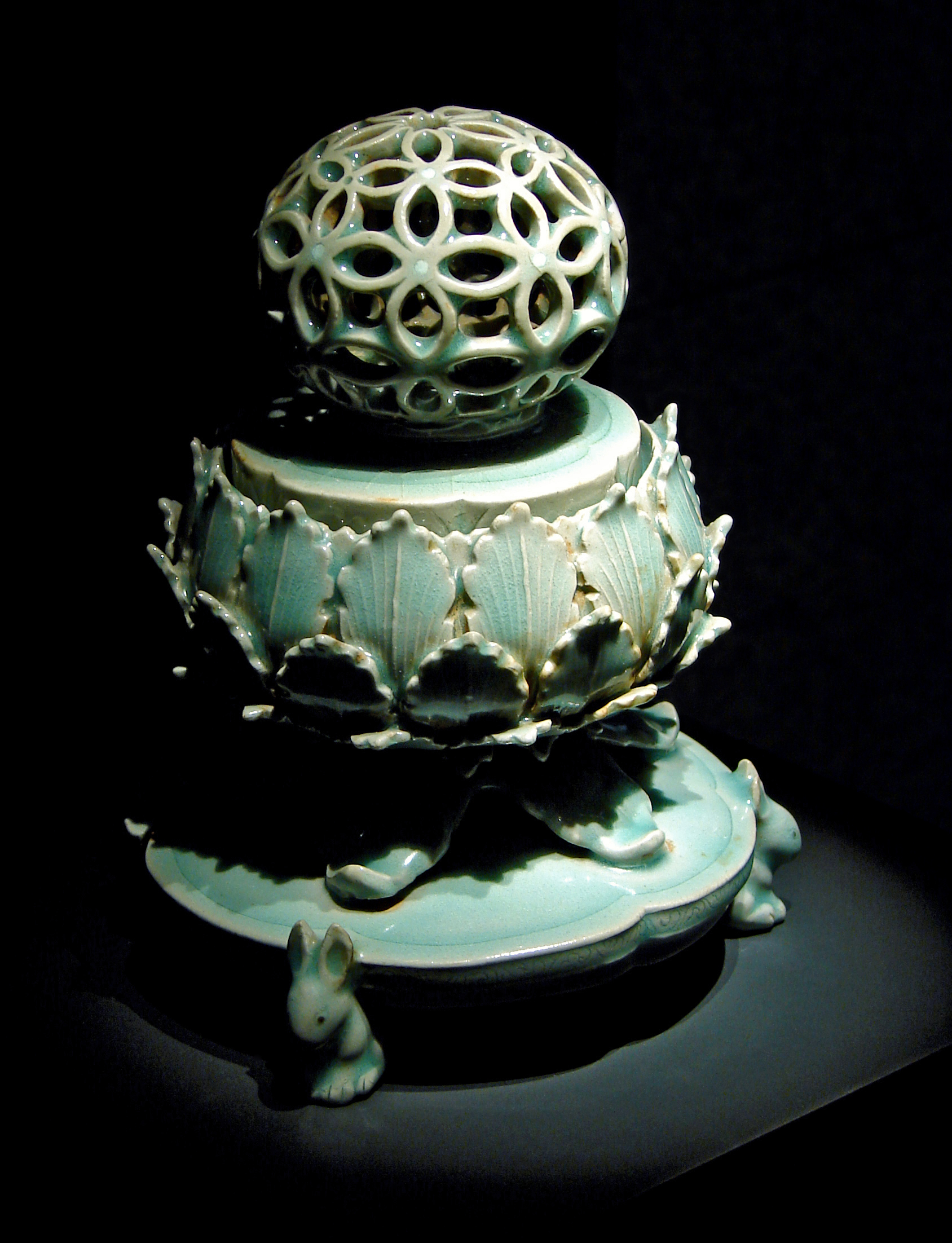
Objecte de celadont, de la dinastia coreana Goryeo, utilitzat per recollir les cendres reials (part del tresor nacional de Corea del Sud).

Els celadonts deuen llur nom al pastor «Céladon», un personatge d'una novel·la pastoral de 1610, L'Astrée, d'Honoré d'Urfé, que portava cintes verdes;per això el celadont també designa aquest color. La novel·la va ser escrita en una època en què els productes qingci dels tallers xinesos de Longquan gaudien de gran popularitat a França: el color de la porcellana xinesa es comparava amb la roba de Céladon i aquesta associació ha romàs, represa posteriorment en altres idiomes.
Una altra teoria és que el terme és una corrupció del nom de Saladí (Salah ad-Din), el soldà aiúbida, que el 1171 va enviar quaranta peces de ceràmica a Nur-ad-Din Mahmud, sultà de Síria.

## Tècnica i decoració
El color blau verdós del celadont procedeix d'una petita quantitat d'òxid de ferro en estat ferrós inclosa a l'esmalt en el moment de la cocció de reducció (amb una aportació limitada d'oxigen). La cocció oxidant (amb una aportació més gran d'aire) transforma el ferro ferrós en ferro fèrric (el mateix que conté l'òxid) i dona a l'esmalt un color groc-marró. De vegades, durant el refredament, el forn es reoxigena i alguns atuells presenten tots dos colors.
Els terrissaires de Goryeo també utilitzaven la decoració d'incrustació amb engalba blanca o negra, que es dipositava en incisions fetes a l'argila encara humida, i l'excés de la qual es netejava. Aquesta tècnica proporciona un efecte semblant al de la marqueteria. L'esmalt vermell s'obté gràcies a un òxid de coure. Durant el període Joseon va aparèixer un esmalt gris cendra.
Els celadonts solen ser monocroms, de vegades sense decoració, però la majoria de vegades estan decorats amb motius simples i finament repussats. La grua, un ocell que simbolitza la longevitat i la felicitat, apareix sovint en els celadonts coreans.

## Història
El celadont va ser inventat pels terrissers xinesos a la regió de Yue al segle ii, però ja cap al 1250 aC les coccions de certs terrissers coreans podien arribar als 1.200 °C. Aquesta temperatura permet obtenir un material vitri, quan a la superfície de les peces cauen cendres incandescents de fusta o plantes, que fan aparèixer un revestiment impermeable, translúcid i brillant. Són aquestes qualitats les que, utilitzades metòdicament pels enginyosos artesans coreans, van permetre d'obtenir, a poc a poc, tonalitats que van del marró al verd groc.

### Els orígens
A partir del segle XI aC es fabriquen, doncs, gerres i olles, la factura de les quals s'aproxima als bronzes rituals, per acompanyar els difunts a llurs tombes. Aquests gresos arcaics lleugerament ocres presenten nombroses franges vitrificades. Aquesta nova tècnica fou perfeccionada per artesans de la província de Zhejiang.
Depenent de l'època, el revestiment es creava amb cendres de fusta seques, o amb una barreja de cendres humides i argila empolvorada a través d'un tamís. Posteriorment, s'estenia una barreja de cendra i argila líquida amb un pinzell. L'experiència dels terrissers els va permetre comprovar que els forns llargs eren els més eficients. Construïts al vessant d'un turó, amb maons d'argila refractària, es deien forns de drac.
Al segle vii, el revestiment era perfecte, i els terrissers de Yue eren especialment famosos per llurs bols de te, els colors dels quals coincidien amb els de la beguda favorita dels erudits xinesos, que els comparaven amb "núvols verds atrapats en un remolí de gel". Gràcies als erudits, la seva producció va arribar a la cort imperial.
La porcellana celadont coreana va aparèixer al segle X prop d'Inchon. A partir de l'any 1000, gràcies a la influència de la Xina ia una llarga investigació, el celadont coreà va assolir un alt grau de refinament. Els seus tons blavosos el distingeixen del celadont xinès. Les altres produccions es van abandonar i aquesta tècnica es va imposar sobre totes les altres.

### L'edat d'or del celadont

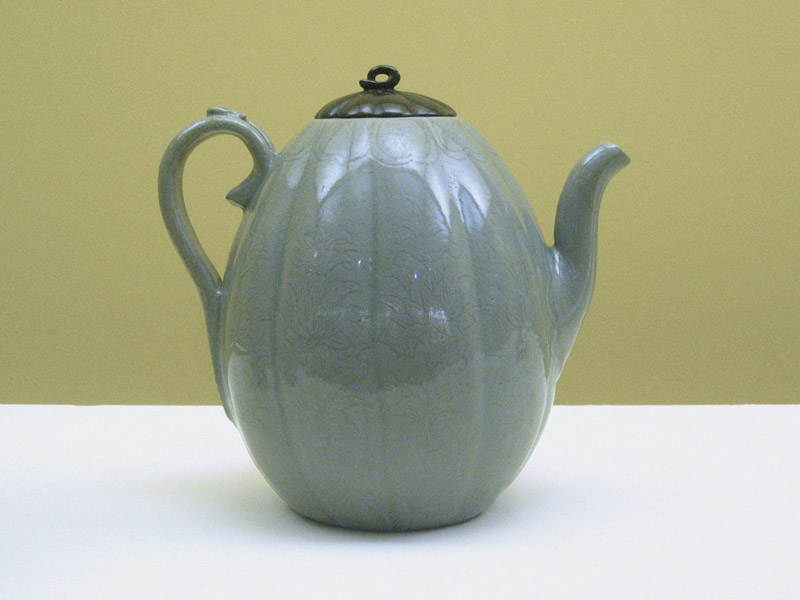
Celadont de Goryeo, Corea.

Gerro de celadont de Goryeo decorat amb grues (peça del tresor nacional de Corea del Sud).)

Cap al 1050, la tècnica de fabricació s'havia perfeccionat i permetia produir grans sèries d'objectes amb formes pures, esmalts profunds i sense esquerdes. Les decoracions estan incises a l'argila i són abstractes (arabescos) o utilitzen motius florals o animals (fènix), cosa que denota la influència dels khitans.
L'edat d'or del celadont s'estendrà des del segle xi fins al XIV, portada, a la Xina, per les dinasties Song i després Yuan. Les peces produïdes es destinen cada cop més al plaer de la contemplació, el color arriba fins al verd pàl·lid, argentat, gairebé transparent. Els artesans xinesos van reproduir els antics bronzes, pels quals abandonen el color ocre per un verd suau i empolsat que engrandeix les seves obres mestres, el famós to que ara s'associa amb el mot celadont.
A la dècada del 1150, va aparèixer el celadont amb decoració incrustada. Aquesta tècnica, inventada a Corea, permetia decorar els gerros amb nous motius realistes: núvols, grues; els objectes petits (flascons de perfum, ungüentaris) es decoraven amb flors. El celadont es va utilitzar cada cop més, i els palaus reials es van cobrir amb rajoles de celadont. Els celadonts vermells brillants es van inventar en aquesta època, però van ser més populars a la Xina. Influint en els seus col·legues xinesos, els terrissers coreans van assolir llavors un apogeu en el seu art. Tant és així que les importacions de ceràmica xinesa van cessar del tot en aquesta època.
La tècnica de la decoració, sòbria al segle xii, va començar a decaure amb les invasions mongoles (després del 1231). A finals del segle xiii, els motius esdevenen menys variats, més grollers. A poc a poc, els ceramistes coreans van oblidant les tècniques per fer celadont. El celadont blau-verd no es va produir en absolut del segle XIV al XX.
Durant el període Joseon, els terrissers seguiren fabricant celadonts, però ja no eren tan brillants, blaus o grisos, sense reflexos verd-blaus, i els motius decoratius eren pobres o fins i tot austers, i de vegades simplement aplicats amb un segell.